# Sent Jacme d'Ambés
Ambés (en francès Ambès) és un municipi francès situat al departament de la Gironda i a la regió de la Nova Aquitània.

## Demografia
| 1962                                       | 1968  | 1975  | 1982  | 1990  | 1999  | 2007  |
| ------------------------------------------ | ----- | ----- | ----- | ----- | ----- | ----- |
| 2.046                                      | 2.243 | 2.545 | 2.715 | 2.567 | 2.824 | 2.931 |
| Des de 1962: població sense dobles comptes |       |       |       |       |       |       |

## Administració
| Període   | Identitat             | Partit |
| --------- | --------------------- | ------ |
| 1927-1943 | Gustave Couaillac     |        |
| 1943-1953 | Ernest Bonnet         |        |
| 1953-1971 | Max Décout            |        |
| 1971-1983 | Jean Raymond Frappier |        |
| 1983-     | Maurice Pierre        | PS     |